# مارك لوتز (دراج)
مارك لوتز (بالهولندية: Marc Lotz)‏ (و. 1973  م) هو راكب دراجة هوائية هولندي.

## روابط خارجية
- مارك لوتز على موقع الاتحاد الدولي للدراجات (الإنجليزية)
- مارك لوتز على موقع أرشيف الدراجات (الإنجليزية)
- مارك لوتز على موقع إحصائيات الدراجات الإحترافية (الإنجليزية)
- مارك لوتز على موقع نسبة الدراجات (الإنجليزية)